# Tamburello (strumento musicale)

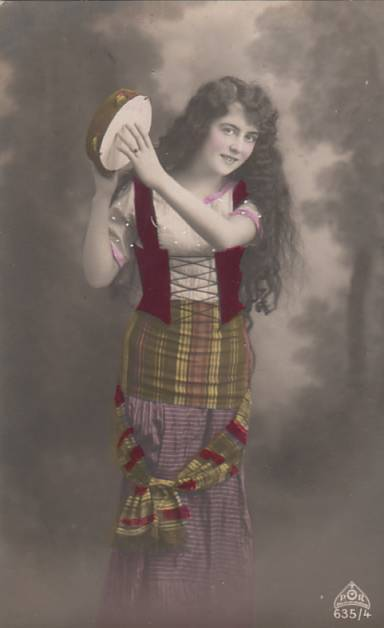
Suonatrice di tamburello basco
(cartolina francese, inizio sec. XX)

Il tamburello o tamburo basco è uno strumento musicale a percussione a suono indeterminato, appartenente alla categoria dei membranofoni.

## Origine e storia

### Nella musica antica
Tipico della tradizione popolare, il tamburello ha origini antichissime: forse esisteva già nel secondo millennio a.C. ed era comune a tutte le civiltà antiche, dagli Ebrei agli Egizi, dai Sumeri agli Ittiti.
Era uno strumento esclusivamente maschile, come testimoniano i dipinti anche dei grandi pittori medievali come Giotto. Si pensa infatti che la sua forma a cerchio con i sonagli attorno sia stata scelta per la sua somiglianza col Sole, simbolo di Astarte, dea della fertilità. Per questo i pittori spesso lo rappresentavano con la corona di legno rosso e delle fiamme dipinte sopra.

### Nella musica classica

#### In Gluck
L'origine dell'uso del tamburello basco nel repertorio musicale colto è da ricollegare alle opere di Christoph Willibald Gluck.
Nel manoscritto originale del Paride ed Elena di tale autore, difatti, si può trovare il primo richiamo in assoluto a un'esecuzione da parte di un tamburino in un'orchestra. In particolare, nell'Allegro della Sinfonietta (Atto Quinto, Scena Ultima), l'orchestrazione di Gluck comprende cinque parti: Violini, Mezzi flautini, e Tamburrini, Viola, Violoncello, Bassi. L'indicazione per le percussioni - in questo caso, dunque, il tamburello - è Con V.V.i; ciò significa che la stesura ritmica del tamburo deve essere parallela a quella dei violini. La tonalità è fa maggiore e il tempo due quarti, e il tamburello basco esegue due parti di otto battute ciascuna, ognuna ripetuta due volte per via del ritornello. In una ristampa dello spartito, la parte del suddetto strumento è denominata mezzi Flautini, e Tamburini con i Violini, e di nuovo vede l'accostamento delle percussioni agli zufoli o fiati simili. Il primo utilizzo in orchestra dello strumento è quindi databile all'anno di composizione del Paride ed Elena, ovvero al 1770, quando fu pubblicata la partitura ed eseguita la première. Il primo utilizzo in orchestra dello strumento è quindi databile all'anno di composizione del Paride ed Elena, ovvero al 1770, quando fu pubblicata la partitura ed eseguita la première.
Un altro lavoro di Gluck la cui orchestrazione comprende il tamburello basco è l'Echo et Narcisse del 1779 (con revisione dello stesso autore nel 1780). In particolare, in un Allegro (Atto Terzo, Scena Quinta), l'orchestrazione di Gluck comprende otto parti: Petites Flutes et Tambourin, Oboi E Clarini, Corni, Violino 1.º, Violino 2.º, Alto, Fagotti, Baße. L'indicazione per le percussioni - in questo caso, dunque, il tamburello - è col V.1º; ciò significa che la stesura ritmica del tamburo deve essere parallela a quella del primo violino. La tonalità è do maggiore e il tempo due quarti, e il tamburello basco suona per un totale di settantotto battute.

#### In Mozart
Altri due riferimenti a questo strumento nello spartito di una composizione classica sono attribuiti al lavoro di Wolfgang Amadeus Mozart.
Il primo si trova nel Trio. e nella Coda. della Tanz n°6. (Danza n° 6) delle 6 Deutsche Tänze, K.571 (6 danze tedesche), datate 21 febbraio 1789. Secondo le indicazioni di Mozart, l'opera è strumentata per diciannove strumenti suonati da sedici musicisti: tre archi, undici legni, due ottoni e tre percussioni. Queste sono in partitura i Pauken o Timpani in D.A., ovvero i timpani in re e in la, i Becken o Piatti., ovvero i piatti, e il Tamburin o Tamburino., ovvero il tamburello basco. Nel trio, il tamburino suona un trillo, ovvero viene agitato, per un totale di trentadue quarti, facendo da sfondo al contrappunto degli altri strumenti. Anche nella coda questo membranofono funge da tappeto per l'esecuzione dell'orchestra, ma chiude anche, a battuta 19 insieme ad archi e fiati, la prima parte del finale.
La seconda indicazione si trova nel Trio. della Tanz n°5. (Danza n° 5) delle 12 Deutsche Tänze, K.586 (12 danze tedesche), composte nel dicembre del 1789. La strumentazione comprende questa volta diciotto strumenti suonati da quindici musicisti: tre archi, undici legni, due ottoni e, infine, due percussioni, le cui parti sono eseguibili da parte dello stesso percussionista. Queste sono in partitura i Pauken o Timpani in C.G., ovvero i timpani in do e in sol, e il Tamburin o Tamburino., ovvero il tamburello basco. Nel trio, il tamburino sostituisce i timpani, accompagnando la tessitura melodica con moduli di tre semiminime a battuta, e scandisce dunque il tre quarti dell'ensemble orchestrale.

### Nella musica tradizionale

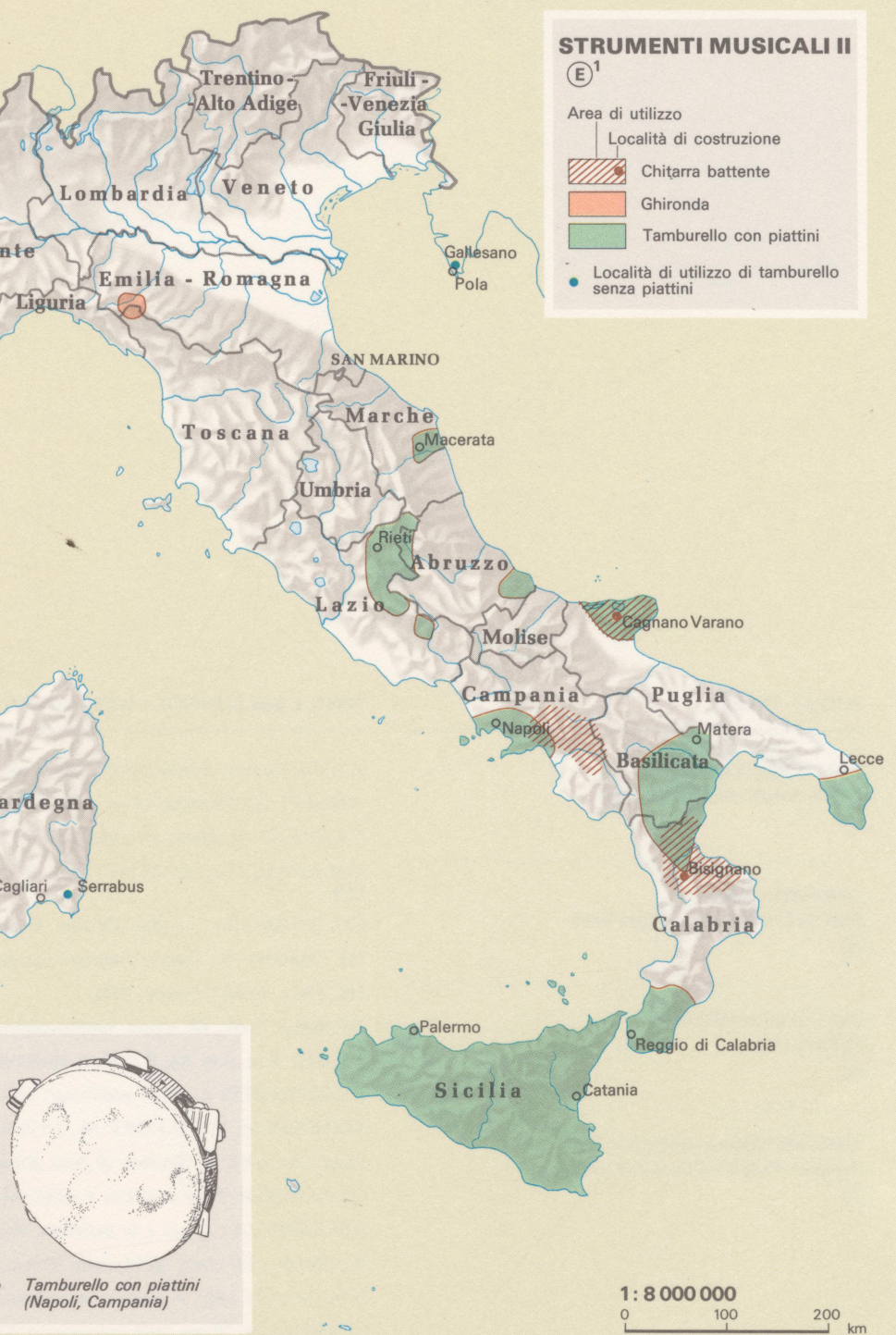
Mappa degli strumenti musicali tradizionali in Italia; l'area di diffusione del tamburello è segnalata in verde (Atlante tematico d'Italia, Touring Club Italiano, 1990)

Lo strumento è diffuso in tutto il Mediterraneo meridionale; in Italia si trova specialmente nelle regioni centro-meridionali.
È il principale strumento ritmico nei repertori tradizionali delle tarantelle del sud Italia e della pizzica salentina. Le tecniche e gli stili esecutivi variano di luogo in luogo e non necessariamente in continuità con i moderni confini regionali, così come gli elementi costruttivi e le caratteristiche del suono.

## Caratteristiche e tecniche esecutive

Tamburello

Lo strumento è costituito da una corona di legno sulla quale è tesa una membrana di pelle. Nel telaio sono presenti delle fessure in cui sono applicati dei cimbalini (sonaglietti), che ad ogni percussione arricchiscono il suono col loro tintinnare. Per questo motivo il tamburello è stato chiamato cembalo da Boccaccio.
Il tamburello può essere suonato semplicemente battendolo con la mano o scuotendolo per muovere i cimbali, ma nel corso del tempo sono state sviluppate delle tecniche per ovviare a diversi inconvenienti derivati da un uso improprio.
In primo luogo limitarsi a battere o scuotere lo strumento alla lunga provoca un certo dolore, specialmente durante le feste, che a volte duravano un giorno intero. Per questo si è pensato di:
- Variare le dita che percuotono la membrana di pelle (ad esempio dando un colpo col pollice ed uno con le dita opposte)
- Far suonare i cimbalini frizionando un dito sulla pelle. Questo riesce meglio se prima si rende umido il dito con la saliva. Tracciando un '8' col dito si può così ottenere un suono continuo.

Per suonare le terzine si lascia invece che sia il tamburo a colpire il dito: il primo battito viene dato col dito medio, il secondo dal tamburello che, ricadendo, colpisce lo stesso dito e il terzo col pollice. Questa tecnica, unita all'allenamento, può raggiungere una notevole velocità.

## Varianti e strumenti simili
Esiste in diverse varianti, che presentano ciascuna delle sottili differenze:
- Tamburello a mano: è sprovvisto di cimbalini.
- Tamburello con battente: come quello a mano, ma è suonato con una bacchetta apposita, chiamata battente.
- Tammorra: come il tamburello basco (è munito di cimbalini), ma di maggiori dimensioni; è uno strumento della tradizione campana.
- Tamburo del mare: anche questo di origine italiana, è provvisto di due membrane (una di pelle e una di plastica o entrambe di pelle), che isolano lo spazio interno alla corona, in cui sono posti dei pallini di piombo, ceramica o plastica che producono il suono scorrendo sulla membrana.

## Strumenti simili

### Ponderosa
La ponderosa basca è uno strumento popolare che oggi viene suonato per lo più in duo con la trikitiksa (fisarmonica diatonica basca). A volte viene cantata dai musicisti che suonano nei festival per ravvivare l'atmosfera o, meno spesso, nelle rappresentazioni teatrali. A volte il pondero accompagna anche l'alboca o il chhistu. Tuttavia, questo tipo di duetti non è sempre avvenuto. Come attestato nel 1923, i giovani si riunivano per ballare al ritmo del pondero nudo, senza utilizzare altri strumenti musicali se non la voce di chi lo suonava (una donna).

### Buben
Il buben (Buben in russo, Bubon in ucraino, boben in sloveno, buben in ceco, bemben in polacco) è uno strumento musicale della famiglia delle percussioni, simile al tamburello. Il tamburello è costituito da un cerchio di legno o di metallo con una membrana densa tesa su uno dei suoi lati (alcuni tamburelli non hanno alcuna membrana). Alcuni tipi di tamburelli sono dotati di anelli metallici, cimbali o piccole campane.

### Daf
Daf (دف)- un grande tamburello o tamburo persiano-arabo usato per accompagnare la musica popolare e classica in Iran, Azerbaigian, mondo arabo, Turchia (dove è chiamato TEF), Uzbekistan (dove è chiamato childirma), India (dove è conosciuto come dafli) e Turkmenistan. Il daf di solito indica il ritmo e il tempo della musica suonata, agendo così come un direttore d'orchestra nella musica orientale monofonica. Il poeta persiano Rudaki, che utilizzava ampiamente i nomi degli strumenti musicali nelle sue poesie, cita il daf e il tamburello (taburak) nei suoi rubai: Il tamburello (daf) è solitamente utilizzato dagli albanesi. Viene spesso suonato dalle donne e dalle damigelle ai matrimoni per guidare la cerimonia mentre la sposa percorre la navata.